# Cajeta de Celaya
La cajeta de Celaya, también conocida como dulce de cajeta o simplemente cajeta, es un dulce típico mexicano, originario de la ciudad homónima, en Guanajuato, México. Es muy popular en las gastronomías en México y algunos países de Centroamérica. Los ingredientes principales son la leche de cabra y azúcar que se cocinan hasta formar un dulce sólido blando a base de dulce de leche (también llamado cajeta en México).
En 2010, fue nombrada "El postre del Bicentenario Mexicano".

## Historia
Desde la época virreinal en la Nueva España, se elaboraban dulces a base de dulce de leche, gracias a la fácil adaptación y proliferación del ganado caprino y el difícil acoplamiento de ganados vacunos. En un principio, en la región del "Bajío", así como en la antigua "Villa de nuestra Señora de la Asunción de Zelaya", el empleo de la leche de cabra sustituyó lo que en las recetas originales se basaba en la leche de vaca, dando como resultado una receta y un dulce diferente, que adquirió el nombre de "cajeta" debido a las cajas de madera en las que originalmente se almacenaba el dulce.
La cajeta nació en la ciudad de Celaya, Guanajuato, estado donde comenzó la guerra de la Independencia mexicana en 1810, con el famoso Grito de Dolores del cura Miguel Hidalgo. En la ciudad de Celaya, Miguel Hidalgo recibió de sus asistentes el nombramiento de Capitán General de las Américas, y decidió que la cajeta fuera un elemento importante de la Independencia, dada la facilidad para almacenarla y transportarla, y su duración de muchos meses sin descomponerse, convirtiéndose así en un complemento importante de la alimentación de las tropas mal alimentadas.
En septiembre del año 2010, la cajeta fue declarada "El postre del Bicentenario Mexicano", haciendo honor a su historia, tradición y origen.

## En México

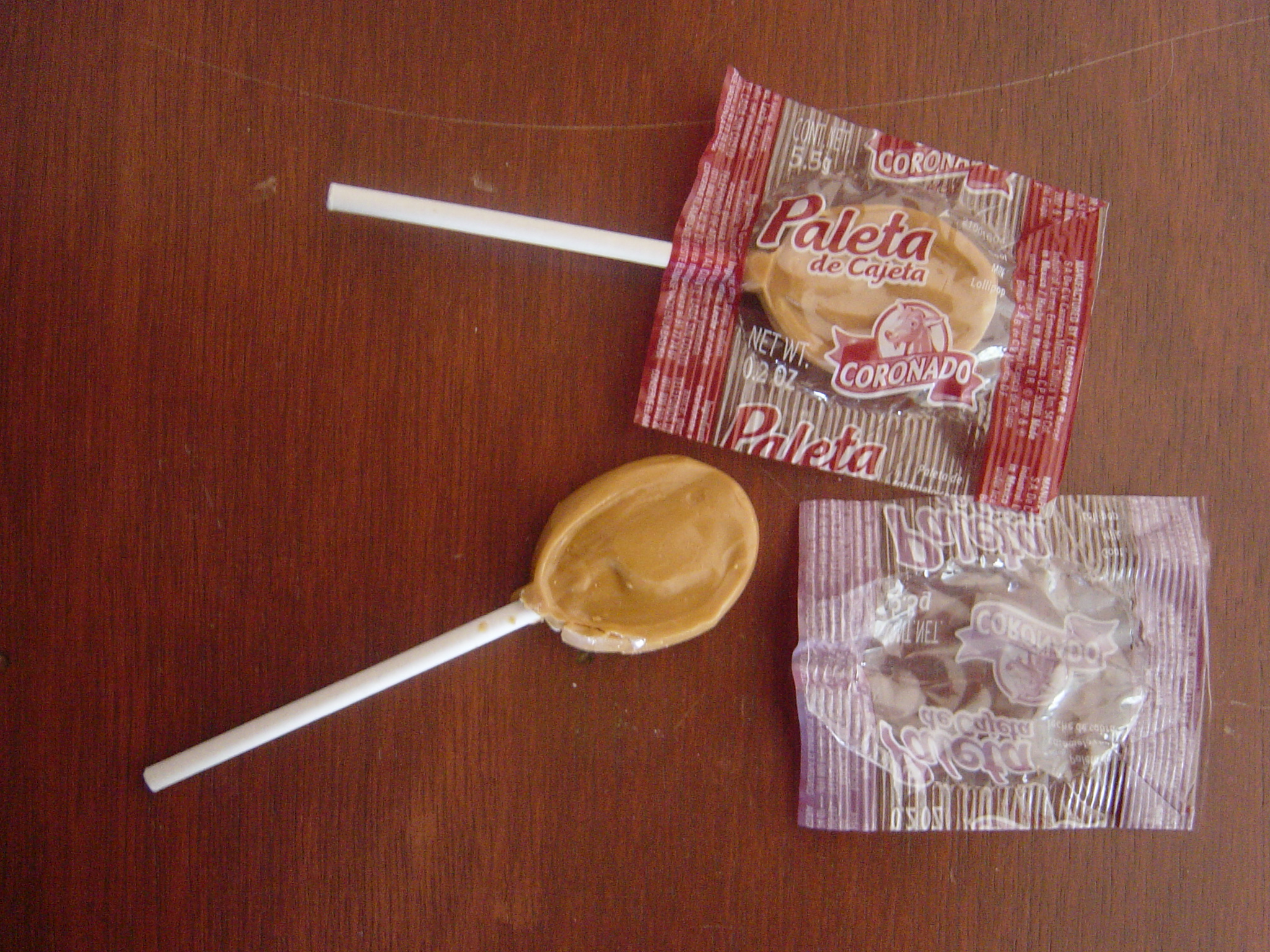
Paletas de cajeta.

La cajeta o dulce de leche mexicano se elabora a partir de la leche de cabra. 
Las barras de cajeta, pueden ser clasificadas en  función a su sabor e ingredientes:
- Cajeta quemada: es la presentación tradicional de la cajeta.
- Cajeta envinada: la cajeta adquiere un sabor envinado debido a la adición de un ligero porcentaje de vino en su preparación.
- Cajeta de vainilla: en la preparación del dulce se agrega vainilla para un sabor de endulzamiento ligero y diferente.
- Cajeta natural: es el sabor suave y original de la cajeta.

También pueden agregarse a la cajeta natural otros ingredientes como nueces, pasas, piñones, café e incluso fruta para lograr deliciosas fusiones. Encuentras estas variedades con diferentes productores de la ciudad de Celaya.  
A partir de la cajeta, se han creado una variada gama de productos y golosinas derivadas de la cajeta, entre las que se encuentran obleas con cajeta, las paletas de cajeta, chiclosos, helados, glorias, etc.
Hoy en día la producción de cajeta se da en gran parte de manera industrial y agregando leche de vaca para abaratar su producción; aunque en Celaya se sigue preparando de manera artesanal con la única excepción de su almacenamiento, que ahora se hace en envases de cristal, aunque también se puede encontrar en envases de plástico de diversos colores y su ancestral cajita de madera típica en Celaya.

## América Central

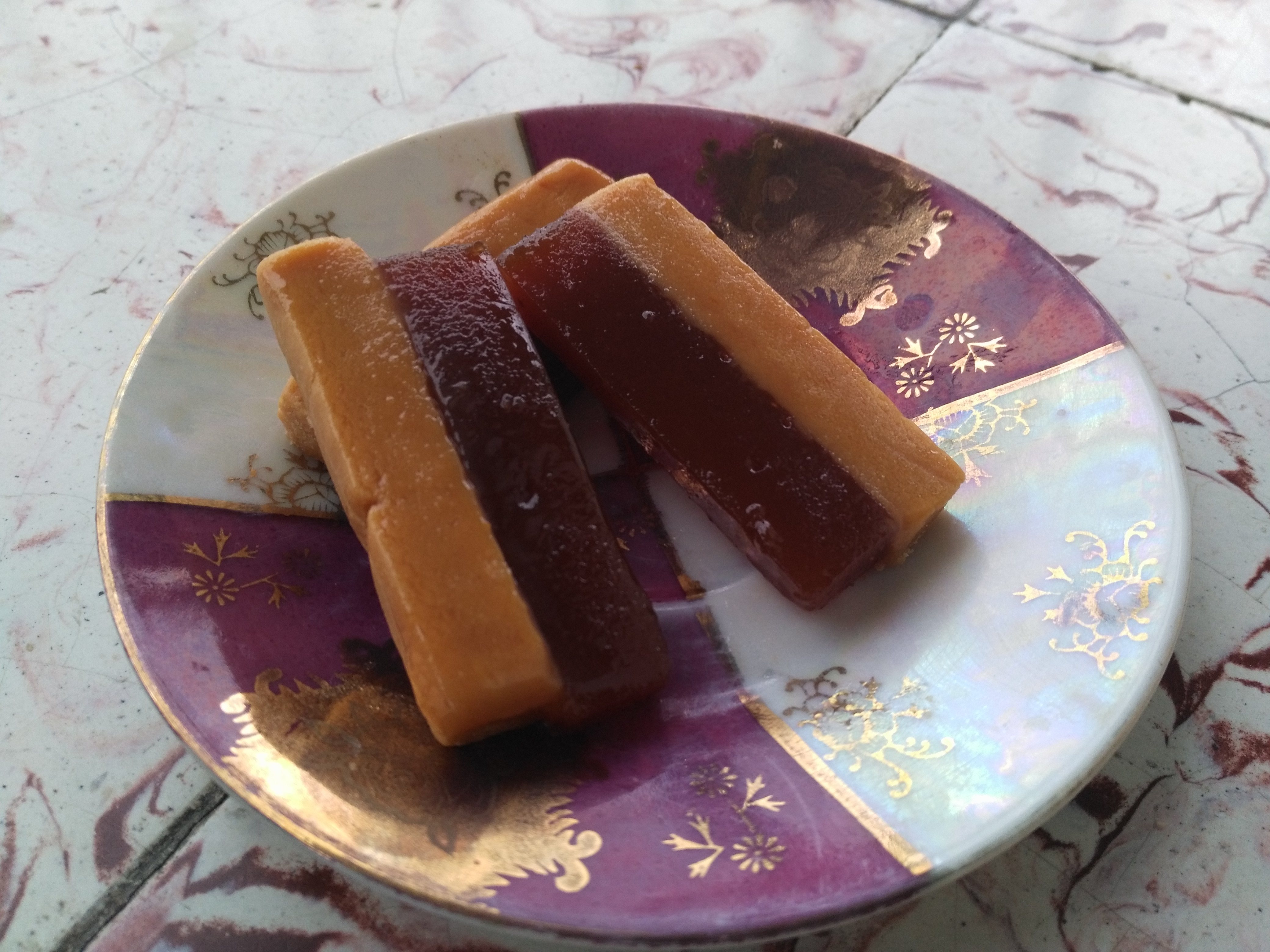
Típicas barras de cajeta de Costa Rica, aliñadas con dulce de guayaba.

Las cocinas de los países centroamericanos poseen cajetas desde la época colonial. Estas consisten en un dulce sólido, algo chicloso, elaborado en esta región especialmente con la mezcla de trozos de fruta y algún edulcorante (destaca la panela, almíbar obtenido de la caña de azúcar).
En Costa Rica, por ejemplo, las cajetas sobresalen de otras muchas variedades, y se caracterizan por su textura compacta, sólida y gruesa, similar a la de un turrón. Se elaboran mediante la cocción de leche entera (tanto fluida, como en polvo o caramelizada en el dulce de leche) con abundante azúcar, y puede rellenarse o aliñarse con gran variedad de frutos secos, mermeladas, pasas, chocolate o café. Su importancia es tal, que incluso se utiliza para rellenar frutas confitadas como toronjas, higos y naranjas.
En Nicaragua, por otro lado, existen también cajetas de naranja, sapayol, coco, maní y papaya. Son muy tradicionales las cajetas de Masaya.